# Anastassija Iljinitschna Porschnewa
Anastassija Iljinitschna Porschnewa (russisch Анастасия Ильинична Поршнева, englisch Anastasiia Porshneva, geb. Morosowa/Морозова; * 31. Juli 1994 in Norilsk, Region Krasnojarsk) ist eine russische Biathletin. Sie ist sechsfache russische Meisterin und startete 2019 und 2020 im Weltcup.

## Sportliche Laufbahn
Anastassija Porschnewa kam erst relativ spät zu internationalen Teilnahmen im Biathlon, obwohl sie die Sportart bereits seit ihrer Kindheit betreibt. 2017 wurde sie dreifache russische Meisterin und gewann eine weitere Medaille. Mit dem Winter 2017/18 gab sie in Osrblie ihr Debüt im IBU-Cup und nahm im selben Jahr auch an den Europameisterschaften teil. Die Folgesaison begann für die Russin herausragend. In sechs Rennen wurde sie einmal Vierte, zweimal Dritte und fuhr ihre ersten drei Rennsiege ein, einen davon in der Single-Mixed-Staffel. Daraufhin gab sie beim Sprint von Nové Město na Moravě ihr Weltcupdebüt und gewann als 38. erste Ranglistenpunkte. Auch in Ruhpolding war sie am Start, verbesserte ihre Einzelleistung auf Rang 32 und wurde als Startläuferin der Damenstaffel mit Swetlana Mironowa, Irina Starych und Jekaterina Jurlowa-Percht Fünfte. Ähnlich stark wie in den Vorwinter fand Porschnewa in die Saison 2019/20, die sie wieder im IBU-Cup absolvierte. Zwar feierte die Russin keine erneute Titelflut, entschied aber in Ridnaun einen Massenstart für sich und wurde in Obertilliach Zweite in einem Single-Mixed-Rennen, sodass sie in Oberhof einen weiteren Weltcupeinsatz bekam und mit dem 29. Rang im Sprint ihr Bestergebnis aufstellte. Trotz eines erneut gelungenen Staffelrennens wurde sie daraufhin wieder auf die zweite Rennebene versetzt, wo sie bis zum Saisonende antrat, einen weiteren Podestplatz erzielte und auch an den Europameisterschaften teilnahm. Für den Folgewinter wurde Porschnewa zwar weiterhin in der erweiterten Nationalmannschaft behalten, bestritt aber seither ausschließlich Wettkämpfe auf nationaler Ebene. Seit ihrer Schwangerschaft 2022 ist sie auch in Russland zu keinem Rennen mehr angetreten.

## Persönliches
Anastassija Morosowa ist seit 2019 mit ihrem Teamkollegen Nikita Porschnew verheiratet und nahm dessen Nachnamen an. Seit Juli 2022 sind sie Eltern einer Tochter.

## Statistiken

### Weltcupplatzierungen
Die Tabelle zeigt alle Platzierungen (je nach Austragungsjahr einschließlich Olympische Spiele und Weltmeisterschaften).
- 1.–3. Platz: Anzahl der Podiumsplatzierungen
- Top 10: Anzahl der Platzierungen unter den ersten zehn (einschließlich Podium)
- Punkteränge: Anzahl der Platzierungen innerhalb der Punkteränge (einschließlich Podium und Top 10)
- Starts: Anzahl gelaufener Rennen in der jeweiligen Disziplin
- Staffel: inklusive Mixed- und Single-Mixed-Staffeln

| Platzierung               | Einzel | Sprint | Verfolgung | Massenstart | Staffel | Gesamt |
| ------------------------- | ------ | ------ | ---------- | ----------- | ------- | ------ |
| 1. Platz                  |        |        |            |             |         |        |
| 2. Platz                  |        |        |            |             |         |        |
| 3. Platz                  |        |        |            |             |         |        |
| Top 10                    |        |        |            |             | 2       | 2      |
| Punkteränge               |        | 3      |            |             | 2       | 5      |
| Starts                    |        | 4      | 2          |             | 2       | 8      |
| Stand: Saisonende 2019/20 |        |        |            |             |         |        |

### Weltcupwertungen
Ergebnisse bei Weltcups (Disziplinen- und Gesamtweltcup) gemäß Punktesystem.
| Saison  | Einzel | Einzel | Sprint | Sprint | Verfolgung | Verfolgung | Massenstart | Massenstart | Gesamt | Gesamt |
| Saison  | Platz  | Punkte | Platz  | Punkte | Platz      | Punkte     | Platz       | Punkte      | Platz  | Punkte |
| ------- | ------ | ------ | ------ | ------ | ---------- | ---------- | ----------- | ----------- | ------ | ------ |
| 2018/19 | –      | –      | 81.    | 12     | –          | –          | –           | –           | 88.    | 12     |
| 2019/20 | –      | –      | 74.    | 12     | –          | –          | –           | –           | 82.    | 12     |

### IBU-Cup-Siege
| Nr. | Datum         | Ort     | Disziplin              |
| --- | ------------- | ------- | ---------------------- |
| 1.  | 13. Dez. 2018 | Ridnaun | Single-Mixed-Staffel 1 |
| 2.  | 15. Dez. 2018 | Ridnaun | Sprint                 |
| 3.  | 16. Dez. 2018 | Ridnaun | Verfolgung             |
| 4.  | 15. Dez. 2019 | Ridnaun | Massenstart 60         |